# ESP Kirk Hammett
La ESP Kirk Hammett (o solo ESP KH) es un rango de guitarra eléctrica producido por ESP (guitarras), basado en los modelos propios de Kirk Hammett. Todos los modelos KH fueron construidos por Kirk Hammett y Matt Masciandaro.

## Modelos actuales
- ESP KH-1
- ESP KH-2 Vintage #1
- ESP KH-2 Vintage #2
- ESP KH-2 Vintage #3 (Relic)
- ESP KH-2 NTB Black #1 (Neck-Thru-Body)
- ESP KH-2 NTB Black #2 (Neck-Thru-Body)
- ESP KH-2 NTB Black #3 "Devil's Dance" (Neck-Thru-Body)
- ESP KH-2 NTB White (Neck-Thru-Body)
- ESP KH-2 Mummy #1
- ESP KH-2 Mummy #2
- ESP KH-2 Ouija Black #1
- ESP KH-2 Ouija Black #2
- ESP KH-2 Ouija White
- ESP KH-2 Ouija Natural
- ESP KH-2 The Bride of Frankenstein
- ESP KH-2 Mirror
- ESP KH-2 Dracula #1
- ESP KH-2 Dracula #2
- ESP KH-2 Green Burst
- ESP KH-3 Spider
- ESP KH-3 NTB
- ESP KH-3 "Invisible Kid"
- ESP KH-3 Tobacco sunburst
- ESP KH-4
- ESP KH-20 (20th Anniversary)
- ESP KH-502 (Thru Neck)
- ESP KH-503
- ESP LTD KH-602 (Thru Neck)
- ESP LTD KH-603
- ESP LTD KH-Ouija
- ESP LTD KH-202
- ESP LTD KH-203
- ESP LTD JR (Junior)
- ESP LTD

## Detailed overview
The specifications can be found at http://www.espguitars.com for the KH-2 Series.
ESP KH-2 Vintage:
- Neck-Thru-Body
- 25.5” Scale
- Alder Body
- Maple Neck
- Rosewood Fingerboard
- Locking Nut
- 42mm Neck Width
- Extra Thin U Neck Contour
- 24 XJ Frets
- Black Hardware
- Gotoh Tuners
- Floyd Rose Original Bridge
- EMG 81 (B) / 60 (N) Active p.u.
- Finish: Distressed BLK w/ Stickers

ESP KH-2 NTB
- Neck-Thru-Body
- 25.5” Scale
- Alder Body
- Maple Neck
- Rosewood Fingerboard
- Locking Nut
- 42mm Neck Width
- Extra Thin U Neck Contour
- 24 XJ Frets
- Black Hardware
- Gotoh Tuners
- Floyd Rose Original Bridge
- EMG 81 (B) / 60 (N) Active p.u.
- Finish: BLK

ESP KH-2
- Bolt-On
- 25.5” Scale
- Alder Body
- Maple Neck
- Rosewood Fingerboard
- Locking Nut
- 42mm Neck Width
- Extra Thin U Neck Contour
- 24 XJ Frets
- Black Hardware
- Gotoh Tuners
- Floyd Rose Original Bridge
- EMG 81 (B) / 60 (N) Active p.u.
- Finish: BLK

ESP KH-2 Ouija Black
- Neck-Thru-Body
- 25.5” Scale
- Alder Body
- Maple Neck
- Rosewood Fingerboard
- Locking Nut
- 42mm Neck Width
- Extra Thin U Neck Contour
- 24 XJ Frets
- Black Hardware
- Gotoh Tuners
- Floyd Rose Original Bridge
- EMG 81 (B) / 60 (N) Active p.u.
- Finish: BLK w/ Ouija Graphic

ESP KH-2 Ouija White
- Neck-Thru-Body
- 25.5” Scale
- Alder Body
- Maple Neck
- Rosewood Fingerboard
- Locking Nut
- 42mm Neck Width
- Extra Thin U Neck Contour
- 24 XJ Frets
- Black Hardware
- Gotoh Tuners
- Floyd Rose Original Bridge
- EMG 81 (B) / 60 (N) Active p.u.
- Finish: WHT w/ Ouija Graphic

ESP KH-4
- Neck-Thru-Body
- 25.5” Scale
- Alder Body
- Maple Neck
- Rosewood Fretboard
- 24 Extra Jumbo Frets
- Dot Inlaid Fret Markers
- Black Hardware
- Original Floyd Rose Tremolo System w/ Locking Nuts
- EMG-81 Pickup Set
- White Pickguard
- Volume And Tone Controls
- Three Way Pickup Selector Switch

ESP LTD KH-602
- Neck-Thru-Body
- 25.5” Scale
- Alder Body
- Maple Neck
- Rosewood Fingerboard
- Locking Nut
- 42mm Neck Width
- Extra Thin U Neck Contour
- 24 XJ Frets
- Black Hardware
- ESP Tuners
- Floyd Rose 1000 Series Bridge
- EMG 81 (B) / 60 (N) Active p.u.
- Finish: BLK

ESP LTD KH-Ouija
- Neck-Thru-Body
- 25.5” Scale
- Alder Body
- Maple Neck
- Rosewood Fingerboard
- Locking Nut
- 42mm Neck Width
- Extra Thin U Neck Contour
- 24 XJ Frets
- Black Hardware
- ESP Tuners
- Floyd Rose 1000 Series Bridge
- EMG 81 (B) / 60 (N) Active p.u.
- Finish: BLK w/ Ouija Graphic

ESP LTD KH-202
- Bolt-On
- 25.5” Scale
- Basswood Body
- Maple Neck
- Rosewood Fingerboard
- Locking Nut
- 42mm Neck Width
- Extra Thin Flat Neck Contour
- 24 XJ Frets
- Black Nickel Hardware
- ESP Tuners
- Floyd Rose Special Bridge
- ESP LH-301 (B&N) p.u.
- Finish: BLK

ESP LTD KH-JR
- Bolt-On
- 20.5” (3/4 scale)*
- Basswood Body
- Maple Neck
- Rosewood Fingerboard
- 42mm Neck Width
- Standard Nut
- Extra Thin Flat Neck Contour
- 22 XJ Frets
- Black Nickel Hardware
- ESP Tuners
- TOM Bridge
- ESP LH-301 (B&N) p.u.
- Finish: BLK